# Marin Leovac
Marin Leovac (hr [mâriːn lěoʋats]; n. 7 august 1988) este un jucător croat de fotbal care joacă pe postul de fundaș stânga pentru Dinamo Zagreb.

## Primii ani
Leovac și-a început cariera în iulie 1997 în Austria cu Sportunion Aschbach și a semnat în martie 2001 cu USV Oed/Zeillern. După doar un an, a plecat de la USV Oed/Zeillern și a semnat, în august 2002, un contract cu FK Austria Viena.

## Cariera pe echipe

### Austria Viena
Leovac a petrecut trei sezoane la Austria Viena II, înainte de a-și face debutul pentru prima echipă în sezonul 2009-2010. A debutat pentru Austria Viena în meciul de Europa League împotriva lui SV Werder Bremen, jucând 90 de minute în înfrângerea scor 2-0. În primul său sezon cu Austria a jucat 8 meciuri de campionat în Bundesliga. 

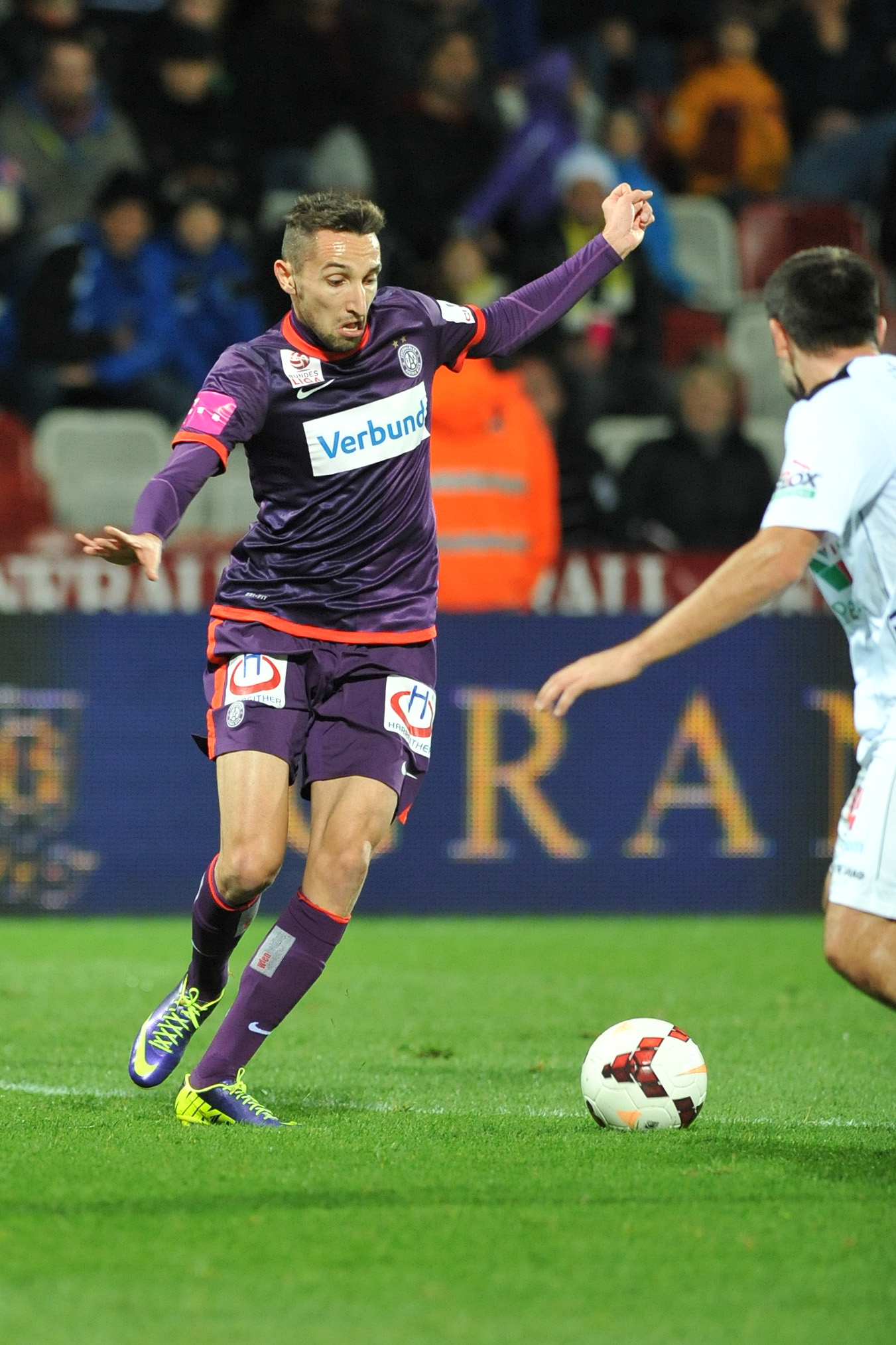
Leovac jucând pentru Austria Viena în 2013.

În sezonul 2013-2014 a ajutat-o pe Austria Viena să ajungă în grupele UEFA Champions League, când echipa sa a reușit să câștige cu 2-0 partida cu campioana Croației Dinamo Zagreb în meciul din play-offul Ligii Campionilor jucat la Zagreb. El a jucat în patru meciuri din grupa G a Ligii Campionilor 2013-2014.

### Rijeka
În ianuarie 2014, Leovac a semnat cu echipa din Prima Ligă Croată HNK Rijeka, pentru suma de transfer de 250.000 de euro. În primul sezon la Rijeka, el a jucat în 11 meciuri de campionat și și-a ajutat echipa să câștige Cupa Croației.

### PAOK
La 8 august 2015, conform presei din Croația, HNK Rijeka l-a vândut pe Leovac la PAOK. Antrenorul de atunci al lui PAOK, Igor Tudor, era un mare admirator al fundașului stânga, pe care l-a cerut la echipă. În cele din urmă, la 11 august 2015, PAOK a anunțat oficial transferul lui Marin Leovac la echipa greacă. În vârstă de 27 de ani, a semnat un contract pe patru ani cu clubul elen. La 13 septembrie 2015, Leovac s-a accidentat în timpul unui meci din Superligă împotriva lui Veria, în urma căruia a lipsit aproximativ o lună.
În al treilea sezon la PAOK, el își dorea să plece de la echipa din Salonic. Neputând să facă față cerințelor lui Răzvan Lucescu, Leovac și-a dorit să-și găsească un nou club, susținând că PAOK nu-și pot ține promisiunea de a-i acorda minute. Lucescu l-a introdus pe Vieirinha în locul lui Leovac în banda stângă a apărării, rezerva lui Vieirinha fiind Dorian Lévêque.
La 6 februarie 2018, PAOK a ajuns la un acord cu fostul club al lui Leovac, HNK Rijeka, pentru un împrumut de șase luni până la sfârșitul sezonului, cu o opțiune de cumpărare de 1,3 milioane de euro. Leovac a fost plătit în această perioadă de PAOK după ce jucătorul a fost de acord să renunțe la 150.000 € din contractul său, pentru a semna cu Rijeka.

### Dinamo Zagreb
La 18 iunie a semnat un contract cu campioana Croației GNK Dinamo Zagreb pentru o sumă estimată la 500.000 €. Leovac a marcat primul său gol pentru Dinamo într-o victorie cu 3-0 asupra lui Istra 1961, la 3 august 2018.

## Cariera la națională
În noiembrie 2014, după o serie de meciuri bune pentru HNK Rijeka, Leovac a fost chemat pentru meciul echipei naționale a Croației împotriva Argentinei. A jucat 90 de minute în debutul său pentru echipa națională de pe 12 noiembrie 2014, într-un meci amical împotriva Argentinei. La 27 octombrie 2016, Leovac a fost chemat la echipa națională a țării sale, după mai bine de 13 luni, în meciul din calificările pentru Campionatul Mondial împotriva Islandei. La 15 noiembrie 2016, el a fost titular într-un meci amical din deplasare jucat împotriva Irlandei de Nord.

## Statistici privind cariera
| Sezon                      | Club                | Divizie             | Campionat | Campionat | Cupă și Supercupă | Cupă și Supercupă | Europa  | Europa | Total   | Total  |
| Sezon                      | Club                | Divizie             | Meciuri   | Goluri    | Meciuri           | Goluri            | Meciuri | Goluri | Meciuri | Goluri |
| -------------------------- | ------------------- | ------------------- | --------- | --------- | ----------------- | ----------------- | ------- | ------ | ------- | ------ |
| 2009–2010                  | Austria Viena       | Bundesliga          | 8         | 0         | –                 | –                 | 1       | 0      | 9       | 0      |
| 2010–2011                  | Austria Viena       | Bundesliga          | 18        | 0         | 2                 | 0                 | 4       | 0      | 24      | 0      |
| 2011–2012                  | Austria Viena       | Bundesliga          | 17        | 0         | 2                 | 0                 | 3       | 0      | 22      | 0      |
| 2012–2013                  | Austria Viena       | Bundesliga          | 2         | 0         | –                 | –                 | –       | –      | 2       | 0      |
| 2013–2014                  | Austria Viena       | Bundesliga          | 7         | 0         | –                 | –                 | 6       | 1      | 13      | 1      |
| Total Austria Viena        | Total Austria Viena | Total Austria Viena | 52        | 0         | 4                 | 0                 | 14      | 1      | 70      | 1      |
| 2013–2014                  | Rijeka              | 1. HNL              | 10        | 0         | 3                 | 0                 | –       | –      | 13      | 0      |
| 2014–2015                  | Rijeka              | 1. HNL              | 29        | 2         | 6                 | 0                 | 9       | 1      | 44      | 3      |
| 2015–2016                  | Rijeka              | 1. HNL              | 5         | 1         | –                 | –                 | 2       | 0      | 7       | 1      |
| 2015–2016                  | PAOK                | Superliga Greacă    | 25        | 1         | 4                 | 0                 | 2       | 0      | 31      | 1      |
| 2016–2017                  | PAOK                | Superliga Greacă    | 31        | 2         | 7                 | 0                 | 11      | 0      | 49      | 2      |
| 2017–2018                  | PAOK                | Superliga Greacă    | 9         | 1         | –                 | –                 | 4       | 0      | 13      | 1      |
| Total PAOK                 | Total PAOK          | Total PAOK          | 65        | 4         | 11                | 0                 | 17      | 0      | 93      | 4      |
| 2017–2018                  | Rijeka (împrumut)   | 1. HNL              | 9         | 0         | 1                 | 0                 | –       | –      | 10      | 0      |
| Total Rijeka               | Total Rijeka        | Total Rijeka        | 53        | 3         | 10                | 0                 | 11      | 1      | 74      | 4      |
| 2018–2019                  | Dinamo Zagreb       | 1. HNL              | 6         | 1         | 0                 | 0                 | 7       | 0      | 13      | 1      |
| Total carieră              | Total carieră       | Total carieră       | 176       | 8         | 25                | 0                 | 49      | 2      | 250     | 10     |
| Până în 28 decembrie 2018. |                     |                     |           |           |                   |                   |         |        |         |        |

## Viața personală
Leovac s-a născut în orașul Jajce, în prezent în Bosnia și Herțegovina, care făcea parte la acea vreme din FR Iugoslavia. El deține dublă cetățenie din austriacă și croată. El a fost eligibil să reprezinte toate cele trei țări în fotbalul internațional. El a ales în cele din urmă să joace pentru echipa națională a Croației, debutând pentru aceasta în 2014.

## Titluri
Austria Viena
- Bundesliga austriacă (1): 2012-13

Rijeka
- Cupa Croației (1): 2014
- Supercupa Croației (1): 2014

PAOK
- Cupa Greciei (1): 2016-2017

Individual
- Fotbal Oscar: Echipa Anului 2015